# Sumrall Peak
Il Sumrall Peak (in lingua inglese: Picco Sumrall) è un picco roccioso antartico, alto 1.130 m, situato 1,9 km a sud del Rosser Ridge nei Cordiner Peaks, che fanno parte dei Monti Pensacola in Antartide. 
Il picco roccioso è stato mappato dall'United States Geological Survey (USGS) sulla base di rilevazioni e foto aeree scattate dalla U.S. Navy nel periodo 1956-66.
La denominazione è stata assegnata dall'Advisory Committee on Antarctic Names (US-ACAN) in onore di William H. Sumrall, alfiere della U.S. Navy Reserve e pilota di aerei presso la Stazione Ellsworth nell'inverno del 1957.